# Привокзальный сельсовет
Привокзальный сельсовет — упразднённая административно-территориальная единица, существовавшая на территории Московской области в 1936—1964 годах.
Привокзальный с/с был образован 31 января 1936 года. В его состав вошли посёлок Привокзальный, селение Холстниково Рюховского с/с и Порохово Солдатского с/с.
13 июня 1939 года в Привокзальный с/с было передано селение Пагубино Рюховского с/с Осташёвского района.
17 июля 1939 года к Привокзальному с/с было присоединено селение Лудина Гора упразднённого Солдатского с/с.
4 января 1952 года селения Лудина Гора и Порохово были переданы из Привокзального с/с в Пригородный с/с.
9 мая 1952 года селения Пагубино и Холстниково были переданы из Привокзального с/с в Тимашевский с/с.
14 июня 1954 года к Привокзальному с/с был присоединён Тимашевский с/с.
26 декабря 1962 года Волоколамский сельский район был переименован в Волоколамский сельский, в состав которого вошёл Привокзальный с/с.
14 января 1964 года Привокзальный с/с был упразднён. При этом его территория была передана в Волоколамский с/с. Посёлок Привокзальный при этом получил статус посёлка городского типа и стал отдельной административной единицей.